# 콤팩트 리 군
리 군론에서 콤팩트 리 군(compact Lie群, 영어: compact Lie group)은 콤팩트 공간인 리 군이다. 이들은 완전히 분류되었으며, 물리학이나 기타 수학 분야에 자주 등장한다. 콤팩트 리 군의 군 표현론 및 대수적 위상수학은 일반적인 리 군의 경우보다 더 간단하며, 잘 알려져 있다.

## 정의
리 군 {\displaystyle G}에 대하여 다음 두 조건이 서로 동치이다.
- 위상 공간으로서 콤팩트 공간이다.
- 다음 조건들이 모두 성립한다.
  - 유한 개의 연결 성분을 가진다.
  - 그 실수 리 대수 {\displaystyle \operatorname {Lie} (G)}는 아벨 리 대수와 반단순 리 대수의 직합이다.
  - 이러한 분해 {\displaystyle \operatorname {Lie} (G)={\mathfrak {a}}\oplus {\mathfrak {s}}}에서, 반단순 리 대수 {\displaystyle {\mathfrak {s}}}의 킬링 형식은 음의 정부호이다.
  - 이러한 분해 {\displaystyle \operatorname {Lie} (G)={\mathfrak {a}}\oplus {\mathfrak {s}}}에서, 아벨 리 대수 {\displaystyle {\mathfrak {a}}}의 임의의 원소 {\displaystyle x\in {\mathfrak {a}}}에 대한 리 지수 사상 {\displaystyle \exp(\mathbb {R} x)\subseteq G}은 닫힌집합이 아니거나 또는 원군과 미분 동형이다.

## 성질

### 대수적 성질
복소다양체를 이루는 콤팩트 리 군은 항상 아벨 군이며, 이들은 복소수체 위의 아벨 대수다양체를 이룬다.
단일 연결 반단순 콤팩트 리 군의 기본 표현의 수는 그 계수(극대 아벨 부분 리 군의 차원, 또는 딘킨 도표의 꼭짓점의 수)와 같으며, 그 유한 차원 표현들은 이로부터 분류된다. 단일 연결 조건이 생략되면, 그 범피복군의 표현 가운데 일부는 원래 군의 표현을 이루지 못할 수 있다. (예를 들어, 스피너는 스핀 군의 표현을 이루지만, 직교군의 표현을 이루지 못한다.) 물론, 아벨 성분의 표현론은 자명하다.

### 해석학적 성질
콤팩트 리 군 위에는 양쪽 하르 측도(즉, 오른쪽 및 왼쪽 군의 작용에 대하여 불변인 확률 측도)가 존재한다. (반면, 일반적 리 군 위에는 왼쪽 또는 오른쪽 하르 측도가 항상 존재하지만 양쪽 하르 측도가 존재하지 못할 수 있다.)
{\displaystyle G}는 왼쪽 곱셈
{\displaystyle {\mathsf {L}}_{g}\colon G\to G\qquad (g\in G)}
{\displaystyle {\mathsf {L}}_{g}\colon h\mapsto gh}
을 통하여 {\displaystyle G} 위의 미분 형식들의 공간 {\displaystyle \Omega (G)} 위에 당김으로서 작용하며, 특히 {\displaystyle G}의 작용에 불변인 부분 공간 {\displaystyle \Omega (G)^{G}}을 정의할 수 있다. 이 경우, {\displaystyle G}-불변 미분 형식들은 쐐기곱과 외미분에 대하여 닫혀 있으며, 그 코호몰로지는 {\displaystyle G}의 드람 코호몰로지와 같다. 또한, {\displaystyle G}-불변 미분 형식들의 공사슬 복합체는 사실 {\displaystyle G}의 리 대수 {\displaystyle \operatorname {Lie} (G)}만으로 재구성될 수 있는데, 이를 리 대수 코호몰로지라고 한다. (실수체 계수의 코호몰로지이므로, {\displaystyle G}의 꼬임 기본군을 무시할 수 있으며, 따라서 이는 {\displaystyle G}의 리 대수만으로 완전히 결정된다.)
사실, 포함 사상 {\displaystyle \Omega (G)^{G}\hookrightarrow \Omega (G)}의 왼쪽 역사상인 다음과 같은 공사슬 사상이 존재한다.
{\displaystyle \operatorname {avg} _{G}\colon \Omega (G)\to \Omega (G)^{G}}
{\displaystyle \operatorname {avg} _{G}\colon \alpha \mapsto \int _{G}{\mathsf {L}}_{g}^{*}\alpha \,\mathrm {d} \mu _{G}(g)}
(여기서 {\displaystyle \mu _{G}}는 물론 {\displaystyle G}의 하르 측도이며, {\displaystyle \textstyle \int _{G}\mathrm {d} \mu _{G}=1}이다.) 즉,
{\displaystyle \operatorname {avg} _{G}\upharpoonright \Omega (G)^{G}=\operatorname {id} _{\Omega (G)^{G}}}
이며, 이는 또한 외미분을 보존하며, 또한 이는 코호몰로지의 동형을 유도한다.

### 위상수학적 성질

#### 코호몰로지
연결 콤팩트 리 군 {\displaystyle G}의 드람 코호몰로지 {\displaystyle \operatorname {H} ^{\bullet }(G;\mathbb {R} )}를 생각하자. 실수 등급 대수로서, 이는 유한 개의 홀수 차수의 생성원들로 생성되는 외대수이다. 또한, 생성원의 차수는 {\displaystyle G}의 계수({\displaystyle \operatorname {Lie} (G)}의 극대 아벨 부분 리 대수의 차원)와 같다.
구체적으로, {\displaystyle G}의 리 대수 {\displaystyle {\mathfrak {g}}=\operatorname {Lie} (G)}의 극대 아벨 부분 리 대수 (카르탕 부분 대수)
{\displaystyle {\mathfrak {t}}\subseteq {\mathfrak {g}}}
를 고르고, 그 리 지수 사상에 대한 닫힌 아벨 부분군을 {\displaystyle T\leq G}라고 하자. 그렇다면, {\displaystyle {\mathfrak {g}}}의 (반단순 성분의) 바일 군 {\displaystyle \operatorname {Weyl} (G)}은 {\displaystyle {\mathfrak {t}}} 변수 실수체 계수 다항식환
{\displaystyle \mathbb {R} [{\mathfrak {t}}]=\mathbb {R} \oplus {\mathfrak {t}}^{*}\oplus \operatorname {Sym} ^{2}{\mathfrak {t}}^{*}\oplus \dotsb }
위에 작용하며, 따라서 불변 다항식의 대수
{\displaystyle \mathbb {R} [{\mathfrak {t}}]^{\operatorname {W} ({\mathfrak {g}})}}
를 정의할 수 있다. 이는 항상 자유 가환 결합 대수이며, 그 생성원의 수는 {\displaystyle G}의 계수(즉, {\displaystyle \dim _{\mathbb {R} }{\mathfrak {t}}})와 같다. {\displaystyle \mathbb {R} [{\mathfrak {t}}]^{\operatorname {W} ({\mathfrak {g}})}}의 생성원의 다항식 차수가
{\displaystyle d_{1},d_{2},\dotsc ,d_{\dim _{\mathbb {R} }{\mathfrak {t}}}}
라고 하자.
그렇다면, 다음과 같은 등급 대수의 동형이 존재한다.
{\displaystyle \left({\frac {\mathbb {R} [{\mathfrak {t}}]}{\mathbb {R} [{\mathfrak {t}}]^{\operatorname {Weyl} ({\mathfrak {g}})}}}\right)_{(2)}\cong \operatorname {H} (G/T;\mathbb {R} )}
여기서
- {\displaystyle (-)_{(2)}}는 원래 등급 대수에서 각 성분의 등급을 2배로 곱하여 얻는 등급 대수이다. (즉, 홀수 등급의 성분은 모두 0이 된다.)
- {\displaystyle G/T}는 (아벨 군이므로 정규 부분군인) {\displaystyle T}에 대한 몫군이다.

즉, {\displaystyle G/T}의 실수 계수 코호몰로지는 등급 {\displaystyle 2d_{i}}들의 원소들로 생성되는 자유 가환 결합 대수이다.
마찬가지로, {\displaystyle G}의 실수 계수 코호몰로지는 등급 {\displaystyle 2d_{i}-1}의 원소들로 생성되는 자유 가환 결합 대수이다.

#### 호모토피
콤팩트 리 군의 실수 계수 호모토피 군은 그 드람 코호몰로지로부터 유리수 호모토피 이론을 통해 계산될 수 있다. 특히, 모든 단순 리 대수는 킬링 형식을 통해 2차 불변 다항식을 가지므로, 각 단순 리 대수 성분에 대하여 3차 호모토피 군의 생성원이 존재한다.
콤팩트 리 군의 정수 계수 호모토피 군은 보트 주기성으로 계산될 수 있다.

#### 위상 K이론
단일 연결 반단순 콤팩트 리 군 {\displaystyle G}가 주어졌다고 하자. {\displaystyle G}의 각 기본 표현
{\displaystyle \rho _{i}\colon G\hookrightarrow \operatorname {U} (n_{i})\subseteq \operatorname {U} (\infty )}
은 −1차 위상 K군 {\displaystyle \operatorname {K} ^{-1}(G)}의 원소를 정의한다. 이를 편의상 {\displaystyle \beta _{i}}로 표기하자.
{\displaystyle G}의 위상 K군들로 구성된 환
{\displaystyle \operatorname {K} ^{\bullet }(G)}
은 {\displaystyle \beta _{i}}들로 생성되는 외대수이다.

## 분류
모든 콤팩트 리 군 {\displaystyle G}는 표준적으로 다음과 같은 꼴의 짧은 완전열을 갖는다.
{\displaystyle 1\to G_{0}\to G\to \pi _{0}(G)\to 1}
여기서 {\displaystyle G_{0}}은 {\displaystyle G}의, {\displaystyle 1_{G}\in G}를 포함하는 연결 성분인 리 군이며, {\displaystyle \pi _{0}(G)}는 {\displaystyle G}의 연결 성분들로 구성된 이산군이다.
연결 콤팩트 리 군 {\displaystyle G_{0}}는 항상 다음과 같은 꼴로 표현된다.
{\displaystyle G_{0}={\frac {T\times S}{\Gamma }}}
여기서
- {\displaystyle T\cong \operatorname {U} (1)^{n}}은 원환면이다.
- {\displaystyle S}는 음의 정부호 킬링 형식을 갖는 반단순 리 대수에 대응되는 단일 연결 리 군이다.
- {\displaystyle \Gamma \leq T\times \operatorname {Z} (S)}는 {\displaystyle T\times S}의 중심에 속하는 유한군이다. 또한, 이 경우 {\displaystyle T\cap \Gamma =\{1\}}이 되게 잡을 수 있다.

따라서, 콤팩트 리 군의 분류는 반단순 리 대수의 분류로 귀결되며, 이들은 딘킨 도표로 완전히 분류된다.

### 초구를 이루는 리 군
특히, 위 분류에 따라, 초구 가운데 리 군의 구조를 갖출 수 있는 것은
{\displaystyle \mathbb {S} ^{0}\cong \operatorname {Cyc} (2)} (2차 순환군)
{\displaystyle \mathbb {S} ^{1}\cong \operatorname {U} (1)} (원군)
{\displaystyle \mathbb {S} ^{3}\cong \operatorname {SU} (2)} (2차 특수 유니터리 군)
밖에 없다. 이들은 각각 실수체 · 복소수체 · 사원수 대수의 절댓값 1의 원소들의 리 군이다.

## 역사
콤팩트 리 군의 실수 계수 코호몰로지에 대한 정리는 하인츠 호프가 1941년에 증명하였다. 사실, 호프는 호프 대수의 개념을 이 정리를 증명하기 위하여 이 논문에서 도입하였다.